# Annuška
Annuška (Аннушка) è un film del 1959 diretto da Boris Vasil'evič Barnet.